# Le Roi malgré lui
Le Roi malgré lui est un opéra-comique en trois actes d'Emmanuel Chabrier sur un livret d'Émile de Najac, Paul Burani et Jean Richepin. Il a été créé à l'Opéra-Comique le 18 mai 1887.
L'œuvre est dédicacée à Madame Victorin de Joncières.
La pièce raconte comment le futur Henri III refuse de régner sur la Pologne. C'est le seul opéra-comique de Chabrier.
Paul Burani  et Émile de Najac  sont les auteurs du texte  et  Auguste Bazille l'auteur de la partition piano et chant.

## Distribution lors de la création[1]
- Max Bouvet, baryton :  Henri de Valois, roi de Pologne
- José Delaquerrière, ténor : le comte de Nangis
- Lucien Fugère, baryton bouffe : le duc de Fritelli
- Adèle Isaac, soprano : Minka
- Cécile Mézeray, soprano : duchesse de Fritelli